# Château d'Olly
Le château d'Olly est une maison de maître située dans le hameau d'Olly, dépendant de la commune d'Illy dans le nord des Ardennes en région Grand Est, France.
Il est situé à la confluence de la Hatrelle et de la Givonne, deux cours d'eau prenant leur source dans la région.

## Histoire

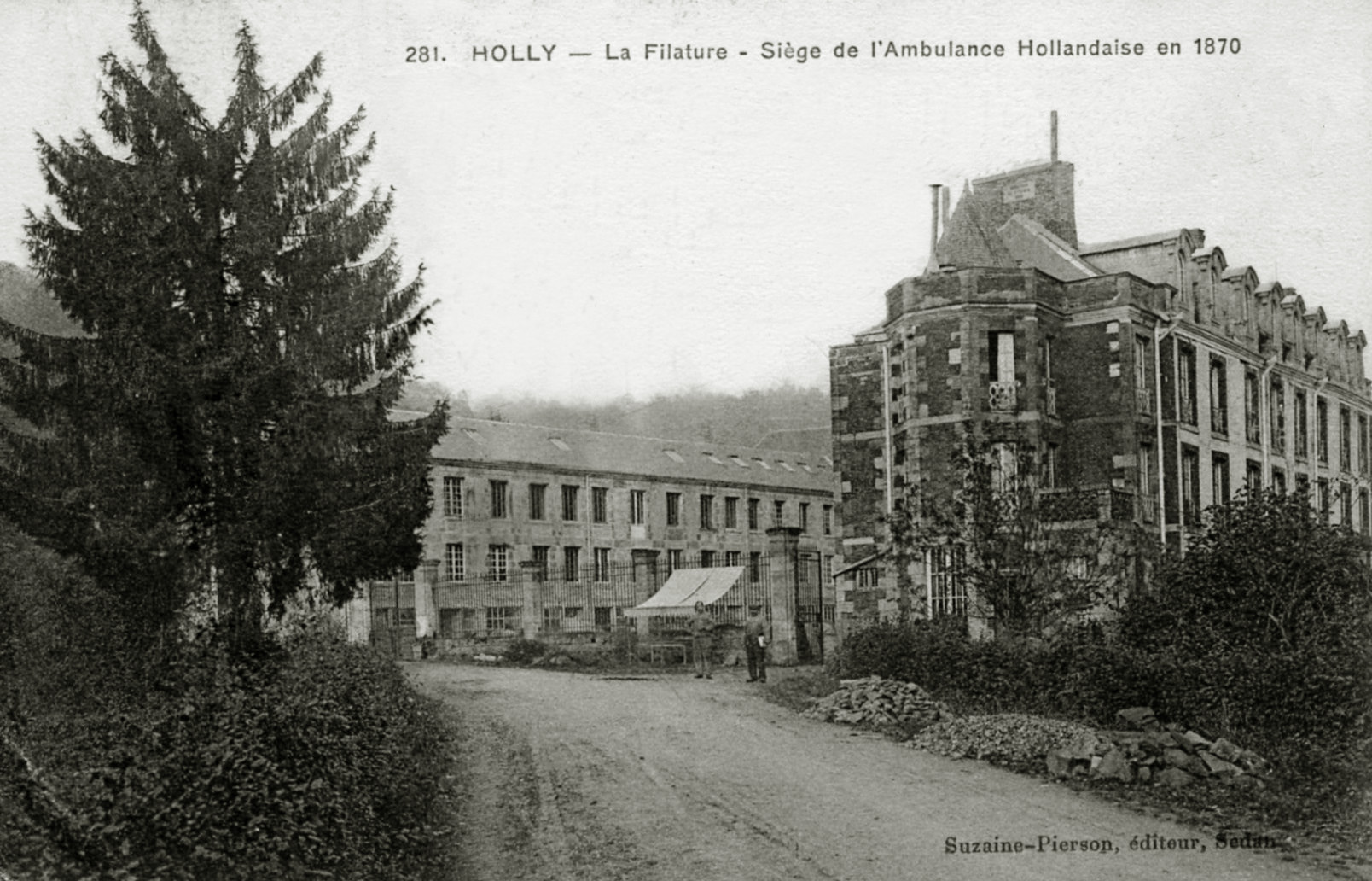
Le château d'Olly, lorsqu'il était une filature. Carte postale relatant le passé militaire du château en 1870.

Le château d'Olly a été construit aux alentours de 1830. Il semble qu'il ait été aménagé sur un ancien moulin, le Hollier. Au fil du temps, le château a été affecté à de nombreuses activités.

### Un passé industriel
On ignore si le château – et ses dépendances – ont été construits dans le cadre des activités industrielles qui s'y sont développées où si celles-ci se sont implantées sur le domaine et château existants auxquels ont été effectués des travaux et aménagements nécessaire à une exploitation.
Les premières traces d'une quelconque activité sont celles d'une briqueterie dont la cheminée, toujours existante, est ornée d'une plaque portant la date de 1858.
L'activité principalement connue qui y fut exercée était celle d'une filature. De nombreuses autres filatures ont existé dans la région, probablement dynamisées par l'industrie textile florissante dans la région Sedanaise de l'époque, et notamment la fabrique de Tapis Point de Sedan alors très répandus, mais également par l'exploitation du potentiel hydraulique de la région.
La ligne de chemin de fer dite « Le Bouillonais » des Chemins de fer départementaux des Ardennes (CFDA) passant par Olly aura d'ailleurs certainement participé au développement de la filature.

### Lieu historique
Le château d'Olly fut le siège de l'ambulance Hollandaise pendant la bataille de Sedan en 1870. Une plaque d'information touristique devant le château décrit cet événement.
Pendant la Seconde Guerre mondiale, sous l'occupation, le château et ses abords furent aussi le décor d'exécutions par des militants du parti franciste surnommés la bande au Bossu. Une stèle commémorative devant le château rappelle le lieu de l'assassinat, par ces miliciens, le 28 août 1944, de Jacques Wenzel, gendarme retraité et résistant qui hébergeait des réfractaires au STO et des aviateurs alliés,.

### Fin des activités industrielles
Le 9 août 1905, une partie des Ardennes est ravagée par de violents orages et même une tornade qui touche particulièrement le village d'Illy ainsi que les filatures Pingard et Rousseau à Olly,. Les ouvriers sont au chômage technique.
Le 11 juillet 1908, vers 2 heures et demie du matin, un incendie détruisit les bâtiments annexes au château utilisés pour les activités de filature de la famille Rousseau, ne laissant plus que le logement. 40 à 45 ouvriers se retrouvent sans travail, l'activité est abandonnée et le château entièrement destiné au logement. 
Le château a été acquis de Jeanne Colin par le peintre Lucien Ardenne et son épouse en 1961.

## Architecture et transformations
A l'heure actuelle, il n'y a pas de trace écrite ou plans retraçant la construction et les diverses modifications qui ont été apportées aux bâtiments. Il est vraisemblable qu'au fil du temps, vu les activités exercées, des travaux et aménagements spécifiques ont été réalisés successivement, modifiant ainsi le site et les bâtiments. 

### Utilisation de la force de l'eau

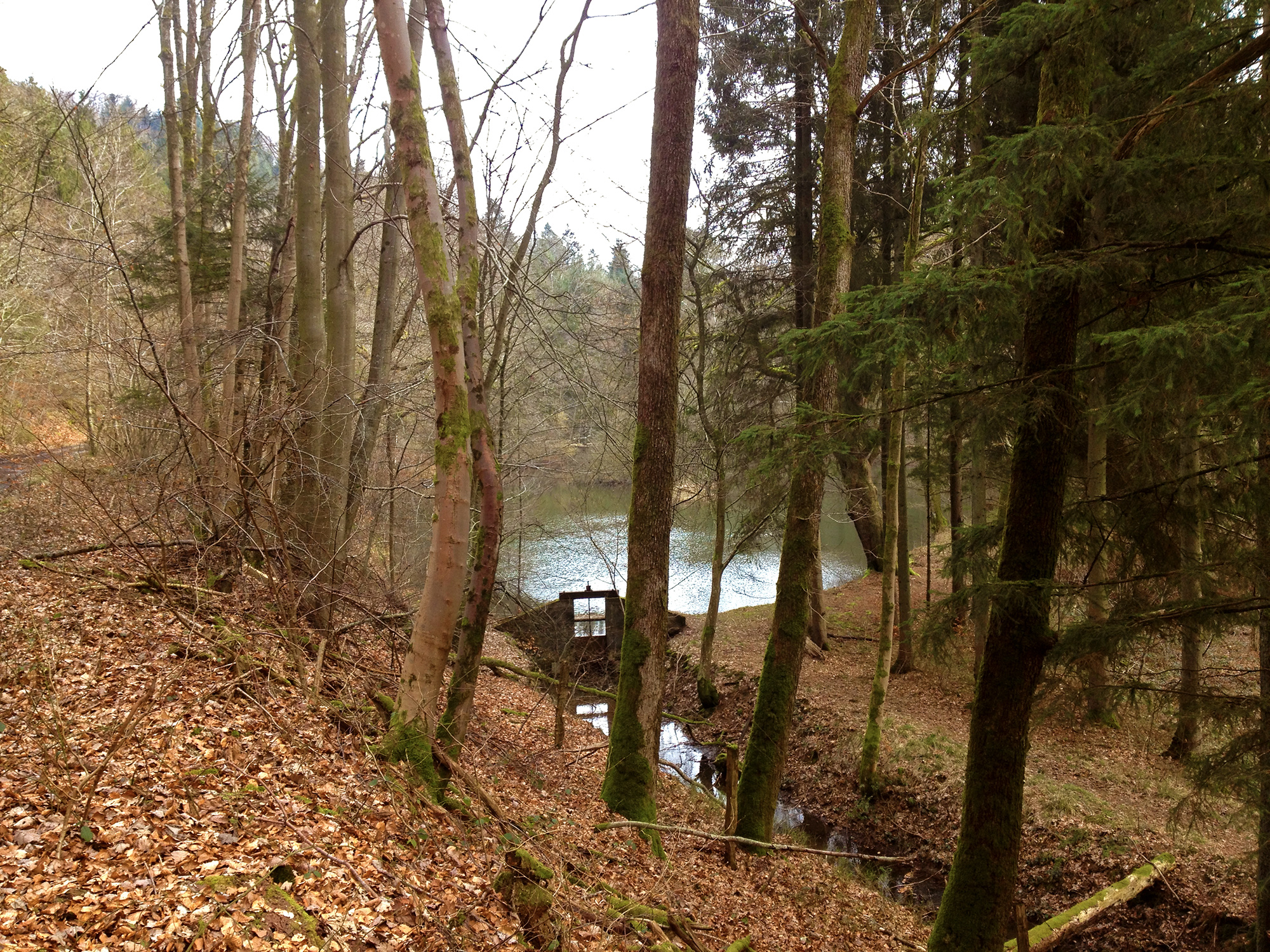
Vue de l'étang alimenté par la Givonne et de la vanne qui dessert le canal vers la turbine.

Étant situé au croisement de la Hatrelle et de la Givonne, les activités industrielles ont su tirer parti de la force de l'eau, comme c'était souvent le cas des industries avoisinantes de l'époque.
Le site est constitué d'un terrain en forme de Y, chaque branche acheminant l'eau d'une des deux rivières vers une turbine électrique via un canal situé en hauteur. Celle-ci fournissait l'énergie électrique nécessaire aux ateliers de la filature, mais était aussi utilisée pour sa force mécanique. 
L'eau une fois passée dans la turbine est évacuée en sous-sol puis s'écoule via une conduite voûtée souterraine qui traverse le terrain et s'ouvre en aval de la Givonne qui longe le terrain.
Le canal d'acheminement de l'eau de la Hatrelle est aujourd'hui désaffecté et partiellement détruit, une route le traversant ayant été construite. 
La prise d'eau de la Givonne est toujours en fonction, et alimente un étang qui sert de zone-tampon, d'où part ensuite un canal vers la turbine, hors service. Un second étang servant probablement de trop-plein a été asséché.

### Travaux et événements à dater et référencer
- La date de construction et la fonction de l'annexe attenante au château, dite « L'Orangerie » restent assez floues. Celle-ci semble être antérieure aux années 1900 où elle apparaît déjà sur les photos.
- Dans les années 1960/1970 la toiture fut refaite en Eternit et les Chiens-assis retirés, laissant juste une toiture en plans.
- En 1995, d'importantes inondations ont lieu dans la région[17] et une grosse crue de la Givonne détruisit tout ou en partie quelques aménagements du système de gestion de l'eau, notamment partiellement la prise d'eau de la Givonne et complètement une déviation artificielle du cours d'eau située en aval. Celle-ci alimentait la prise d'eau de la pêcherie voisine, aujourd'hui seulement alimentée par la Hatrelle, la Givonne ayant repris son cours naturel.

### Situation actuelle
Le château a été acquis en 2015 par Jérôme Counet et Jérôme Antoine qui ont entrepris sa restauration. Ils filment chaque étape de la restauration et les diffusent sur Youtube, sur la chaîne Les Jérômes,,.

### Vidéographie
- Les Jérômes, Le château d'Olly - 1. L'histoire : des origines à 1908, film documentaire amateur (18 min 36 s) [voir en ligne]
- Les Jérômes, Le château d'Olly - 2. L'histoire : de 1908 à 2015 - A travers deux guerres mondiales, film documentaire amateur (18 min 46 s)[voir en ligne]